# Rondibilis chengtuensis
Rondibilis chengtuensis es una especie de escarabajo longicornio del género Rondibilis, tribu Acanthocinini, subfamilia Lamiinae. Fue descrita científicamente por Gressitt en 1942.

## Descripción
Mide 7,4 milímetros de longitud.

## Distribución
Se distribuye por China.